# Adoxobotys discordalis
Adoxobotys discordalis là một loài bướm đêm trong họ Crambidae.